# ماینتی، ویلتشر
ماینتی (به انگلیسی: Minety) یک روستا و محله مدنی در بریتانیا است که در ویلتشر واقع شده‌است. ماینتی ۱٬۴۱۴ نفر جمعیت دارد.